# Broomella montaniensis
Broomella montaniensis är en svampart som först beskrevs av Ellis & Everh., och fick sitt nu gällande namn av E. Müll. & S. Ahmad 1955. Broomella montaniensis ingår i släktet Broomella och familjen Amphisphaeriaceae.   Inga underarter finns listade i Catalogue of Life.